# 1149 (szám)
Az 1149 (római számmal: MCXLIX) az 1148 és 1150 között található természetes szám.

## A szám a matematikában
A tízes számrendszerbeli 1149-es a kettes számrendszerben 10001111101, a nyolcas számrendszerben 2175, a tizenhatos számrendszerben 47D alakban írható fel.
Az 1149 páratlan szám, összetett szám, félprím. Kanonikus alakja 31 · 3831, normálalakban az 1,149 · 103 szorzattal írható fel. Négy osztója van a természetes számok halmazán, ezek növekvő sorrendben: 1, 3, 383 és 1149.
Az 1149 huszonhét szám valódiosztó-összegeként áll elő, ezek közül a legkisebb az 1155.

## Csillagászat
- 1149 Volga kisbolygó